# ОШ „Прота Стеван Поповић” Чумић
ОШ „Прота Стеван Поповић“ је образовно - васпитна установа која се налази у Чумићу, на територији  општине Крагујевац и једна је од првооснованих школа у Србији.

## Историјат
Основана је као Протина школа 1792. године. Школу је основао прота Стеван Поповић, тако што је у својој славској соби почео да описмењава Чумићане. Од тада до данас школа је више пута мењала име и локацију. Прва генерација матураната  осмогодишње школе изашла је 1954. године. Данас је то школа која је опремљена савременим средствима за извођење наставе и стручним кадром који се перманентно професионално усавршава, али која држи до традиције. У свом дворишту школа чува најстарију школску зграду у Србији „Протину кућу“. На месту где се налази „Протина кућа“  оформљено је „Протино село“, етно комплекс од објеката грађених на традиционалан начин у чијем саставу се налазе и амбијенталне учионице.
Председник Србије, Томислав Николић, је школу одликовао Орденом другог степена за заслуге у просветној делатности.

## Организација рада школе
У школи се одвија настава од првог до осмог разреда у две смене. Има 136 ученика и 30 наставника. У оквиру школе организовано је и предшколско образовање. Школа има издвојено одељење у Великом Шењу које похађају ученици од првог до четвртог разреда.
Поред наставних активност, школа се одликује бројним програмима ваннаставних активности.

## Образовно - васпитни рад

### Наставне активности
Школа је опремљена савременим наставним средствима и адекватним простором неопходним за реализовање наставе. Наставнички кадар је стручно заступљен и перманентно се професионално усавршава. О квалитету рада наставника говоре и резултати ученика са разних такмичења и завршних испита.

### Ваннаставне активности

#### Образовни туризам
У „Протином селу“ се реализују програми образовног туризма:
- Сликање на пањевима липе
- Краснопис на воштаним таблицама
- Израда инструмената на традиционалан начин
- Извођење изворних песама на традиционалан начин
- Традиционалне елементарне игре
- Рециклажна уметност

#### Професионална оријентација ученика
Реализован је највећи број ПО екскурзија у Србији

#### Ученичко предузетништво
Организује се школски вашар на коме ученици продају производе из свог домаћинства.

#### Фестивал науке
Традиционално се организује фестивал науке у сарадњи са Првом крагујевачком гимназијом и Природно математичким факултетом из Крагујевца.